# سماقاوية
السماقاوية (الاسم العلمي: Rhoeae ) هي قبيلة من النباتات تتبع الفصيلة البطمية من رتبة الصابونيات.

## أجناس السماقاوية
- السماق
- السماق السام
- الشينوسية
- (الاسم العلمي:Amphipterygium)
- (الاسم العلمي:Astronium)
- (الاسم العلمي:Blepharocarya)
- (الاسم العلمي:Campnosperma)
- (الاسم العلمي:Comocladia)
- (الاسم العلمي:دخانية)
- (الاسم العلمي:Euroschinus)
- (الاسم العلمي:Heeria)
- (الاسم العلمي:Metopium)
- (الاسم العلمي:Orthopterygium)
- (الاسم العلمي:Ozoroa)
- (الاسم العلمي:Parishia)
- (الاسم العلمي:بطم)
- (الاسم العلمي:Schinus)
- (الاسم العلمي:Sorindeia)
- (الاسم العلمي:Trichoscypha)